# Münsterertunnel
| Spurweite: | 1435 mm (Normalspur) |                                       |                                       |
| Stromsystem: | 15 kV 16,7 Hz ~      |                                       |                                       |
| Streckengeschwindigkeit: | 220 km/h             |                                       |                                       |
| |                      |                                       |                                       |
| Baujahr: | 2012                 |                                       |                                       |
| \| \| 24,833 \| Abzw Knoten Radfeld Rdf \| Abzw Knoten Radfeld Rdf \| \| \| \| Selbstblock Rdf 1N \| \| \| \| 27,291 \| Ostportal Abschnitt Radfeld – Wiesing \| Ostportal Abschnitt Radfeld – Wiesing \| \| \| 30,528 \| Selbstblock Rdf 2N \| Selbstblock Rdf 2N \| \| \| 35,335 \| Selbstblock Rdf 3N \| Selbstblock Rdf 3N \| \| \| 38,677 \| Galerie Wiesing \| Galerie Wiesing \| \| \| 38,797 \| Abschnitt Wiesing – Jenbach \| Abschnitt Wiesing – Jenbach \| \| \| 39,425 \| Selbstblock Rdf 4N \| Selbstblock Rdf 4N \| \| \| 43,269 \| Westportal \| Westportal \| \| \| \| Selbstblock Rdf 5N \| \| \| \| 43,853 \| Abzw Knoten Stans Sns \| Abzw Knoten Stans Sns \| |                      |                                       |                                       |
| Blockstelle | 24,833               | Abzw Knoten Radfeld Rdf               | Abzw Knoten Radfeld Rdf               |
| Strecke |                      | Selbstblock Rdf 1N                    | Selbstblock Rdf 1N                    |
| Tunnelanfang | 27,291               | Ostportal Abschnitt Radfeld – Wiesing | Ostportal Abschnitt Radfeld – Wiesing |
| Strecke (im Tunnel) | 30,528               | Selbstblock Rdf 2N                    | Selbstblock Rdf 2N                    |
| Strecke (im Tunnel) | 35,335               | Selbstblock Rdf 3N                    | Selbstblock Rdf 3N                    |
| Kilometer-Wechsel (im Tunnel) | 38,677               | Galerie Wiesing                       | Galerie Wiesing                       |
| Kilometer-Wechsel (im Tunnel) | 38,797               | Abschnitt Wiesing – Jenbach           | Abschnitt Wiesing – Jenbach           |
| Strecke (im Tunnel) | 39,425               | Selbstblock Rdf 4N                    | Selbstblock Rdf 4N                    |
| Tunnelende | 43,269               | Westportal                            | Westportal                            |
| Strecke |                      | Selbstblock Rdf 5N                    | Selbstblock Rdf 5N                    |
| Blockstelle | 43,853               | Abzw Knoten Stans Sns                 | Abzw Knoten Stans Sns                 |

Der Münsterertunnel ist ein 15.990 m langer Eisenbahntunnel der Neuen Unterinntalbahn in Tirol. Der zweigleisige Tunnel ist für Geschwindigkeiten bis 220 km/h zugelassen und auf seiner gesamten Länge mit einer festen Fahrbahn ausgestattet. Derzeit ist er der längste Tunnel Österreichs.